# Jürgen Tautz

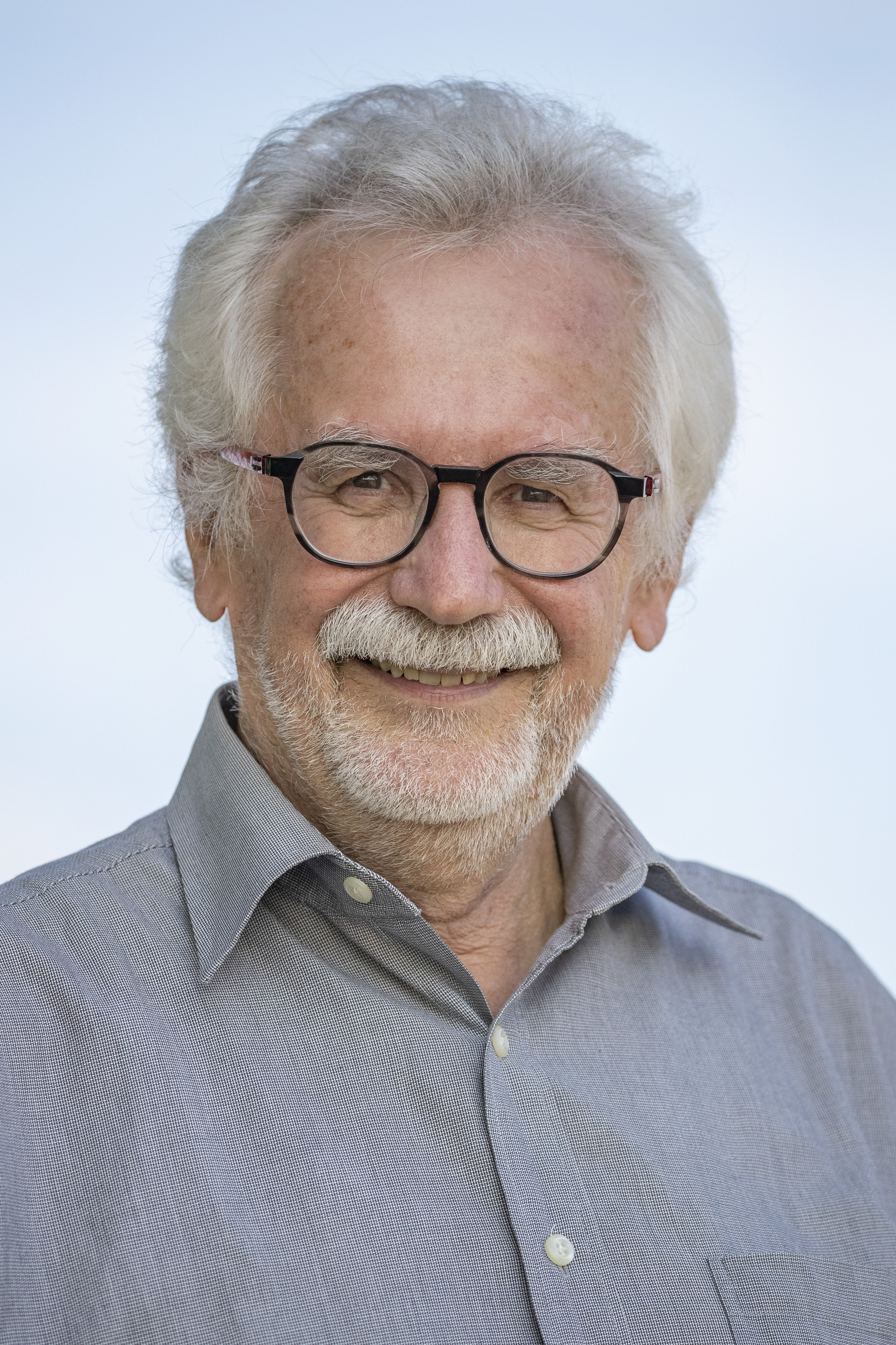
Jürgen Tautz, 2019

Jürgen Tautz (* 6. Oktober 1949 in Heppenheim) ist ein deutscher emeritierter Hochschullehrer, Verhaltensforscher, Soziobiologe und Bienenexperte.

## Leben
Jürgen Tautz studierte 1968 bis 1973 an der Technischen Universität Darmstadt Biologie, Geographie und Physik. Er bekam von 1973 bis 1974 ein Stipendium der Studienstiftung des deutschen Volkes. Anschließend fertigte er seine Dissertation an der Universität Konstanz an, wo er 1977 promoviert wurde; dabei erhielt er wiederum ein Dissertationsstipendium der Studienstiftung des deutschen Volkes (1974–1977). 1978 bekam er den Byk-Preis der Herbert Quandt-Stiftung für herausragende Dissertationsleistung. Von 1978 bis 1981 war er an der Universität Konstanz wissenschaftlicher Angestellter. 1979 war er als DFG-Stipendiat an der Australian National University in Canberra und 1981 bis 1982 an der Stanford University/USA. 1986 folgte die Habilitation in Zoologie und 1988 erhielt er ein Heisenberg-Stipendium.
Seit 2004 ist er Gründungsvorsitzender des Bienenforschung Würzburg e. V. Er ist Professor am Biozentrum der Julius-Maximilians-Universität Würzburg. Seit 2006 entwickelt und leitet Tautz das interdisziplinäre Projekt HOneyBee Online Studies (HOBOS). HOBOS ist eine internetbasierte Lehr- und Lernplattform, welche Zugang zu Videostreams und Messdaten aus Bienenvölkern bietet. Zur Weiterführung von HOBOS bauen Tautz und sein Team nun we4bee auf, ein Netzwerk zu Umweltforschungs- und Umweltbildung, das weltweit vor allem mit Bildungseinrichtungen eingerichtet wird.

## Kontroverse
2009 sorgte Tautz für großen Unmut unter Bienenwissenschaftlern, als er in einem Interview äußerte, die Bedeutung des Schwänzeltanzes bei Honigbienen werde stark überschätzt. Dieser Auffassung wurde durch andere Wissenschaftler, vor allem Randolf Menzel, vehement widersprochen. Allerdings war diese „Kontroverse“ ein Missverständnis, da er lediglich behauptete, dass die Informationen des Schwänzeltanzes ungenau seien und die Bienen in ein grob umgrenztes Gebiet lenken, in dem Anschlussreize die Bienen zur Futterquelle lenken.

## Werke (Auswahl)

### Monografien
- Medienbewegung in der Sinneswelt der Arthropoden. Fallstudien zu einer Sinnesökologie. Fischer Verlag, Stuttgart 1989, ISBN 978-3-437-30609-9.
- Phänomen Honigbiene. Gewidmet Martin Lindauer. Mit Fotografien von Helga R. Heilmann. Spektrum Akademischer Verlag, Heidelberg / München 2007, ISBN 978-3-8274-1845-6, Rezension.[6]
- mit Ingo Arndt: Architektier – Baumeister der Natur. Knesebeck Verlag, München 2013, ISBN 978-3-86873-568-0.
- Die Erforschung der Bienenwelt. Neue Daten – neues Wissen. Audi-Stiftung, Ingolstadt 2014.
- mit Ingo Arndt: GrasArt. Knesebeck Verlag, München 2016, ISBN 978-3-86873-881-0.
- Exploring the world of the honeybee. New data – new insights. Audi-Stiftung, Ingolstadt 2017.
- mit Diedrich Steen: Die Honigfabrik. Die Wunderwelt der Bienen – eine Betriebsbesichtigung. Gütersloher Verlagshaus, Gütersloh 2017, ISBN 978-3-579-08669-9.
- mit Éric Tourneret und Sylla de Saint Pierre: Das Genie der Honigbienen. Verlag Eugen Ulmer, Stuttgart 2018, ISBN 978-3-8001-7999-2.
- mit Tobias Hülswitt: Das Einmaleins der Honigbiene: 66 x Wissen zum Mitreden und Weitererzählen. Spektrum Akademischer Verlag, Heidelberg, München 2019, ISBN 978-3-662-58368-5.
- Honigbienen. Geheimnisvolle Waldbewohner. Mit Fotografien von Ingo Arndt. Knesebeck Verlag, München 2020, ISBN 978-3-95728-362-7.
- Die Sprache der Bienen. Mit Grafiken von Silke Arndt. Knesebeck Verlag, München 2021 u. 2. Auflage 2022, ISBN 978-3-95728-503-4, Rezension.[7]
- Communication Between Honeybees. More than Just a Dance in the Dark. Springer International Publishing, Basel 2022, ISBN 978-3-030-99483-9.
- mit Werner Gnatzy: Insekten – Erfolgsmodelle der Evolution Springer Verlag GmbH, Heidelberg 2023, ISBN 978-3-662-66138-3
- Auch Bienen haben Schweißfüße – Verblüffendes aus der Welt der Honigbienen Ulmer Verlag, Stuttgart 2024, ISBN 978-3-8186-2083-7
- mit Ingo Arndt: Waldameisen - Superheldinnen auf sechs Beinen. Knesebeck Verlag, München 2025, ISBN 978-3-95728-840-0.

### Beiträge
- Honigbienen, Kipppunkte und wir Menschen. In: Chris Verfuß, Felix Erdmann (Hrsg.): Mondnacht – Fünf vor Zwölf. Antworten auf die Klimakrise. Trabanten-Verlag, Berlin 2021, ISBN 978-3-9822649-7-4.
- Nachwort. In: Hanna Harms: Milch ohne Honig. Carlsen Verlag, Hamburg 2022, ISBN 978-3-551-78108-6, Rezension.[8]
- Wissenschaftlicher Berater In: „Unser Planet II“, Serie auf Netflix.

### Audio-CD – Audiobook
- Der Bien – Superorganismus Honigbiene. 2 Audio-CDs, 144 Minuten + Fotobooklet, (Regie: Klaus Sander). Supposé, Köln 2007, ISBN 978-3-932513-80-0.

### Filme
- Tagebuch einer Biene. DVD, Blu-Ray, Video on demand, 88 Minuten, (Regie: Dennis Wells). EuroVideo Medien GmbH, München 2022.

## Auszeichnungen
- 2005: Ausgezeichnet von der European Molecular Biology Organization (EMBO) als einer der besten Wissenschaftskommunikatoren Europas
- 2006: Jürgen Tautz wurde zum Accademici Onorari der Accademia Nazionale Italiana di Entomologia gewählt
- 2007: Weitere Auszeichnung der EMBO als einer der besten Wissenschaftskommunikatoren Europas
- 2007: Mit dem Beitrag „Cogito ergo summ“ gemeinsam mit Otto Lapp vom „Fränkischen Tag“ 2. Sieger im Promega-Wettbewerb „Hauptsache Biologie“ zu populärer Darstellung von Wissenschaft
- 2008: Jürgen Tautz bekam den „special discretionary prize“ als Bestandteil des „EMBO Award for Communication in the Life Sciences“ für herausragende Kommunikation von Wissenschaft in eine breite Öffentlichkeit verliehen.
- 2008: Jürgen Tautz wird von „Popular Science“ auf die Liste der besten populärwissenschaftlichen Autoren der letzten Jahrzehnte gesetzt
- 2008: Im Ranking der Cicero-Liste zu Deutschlands wichtigsten Vordenkern ist Jürgen Tautz unter den 40 prominentesten Naturwissenschaftlern vertreten
- 2012: Communicator-Preis der Deutschen Forschungsgemeinschaft (DFG) und des Stifterverbandes für die deutsche Wissenschaft, da er „… auf vorbildliche Weise seine eigenen Arbeiten und sein Forschungsgebiet nach außen vermittelt“. Als besonders originell hob die Jury die seit 2009 von Tautz entwickelte internetbasierte Lehr- und Lernplattform „HOney Bee Online Studies“ (HOBOS) hervor.[9]
- 2013: Mit dem Beitrag „Vom Schwärmen der Bienen“ im Bergsträsser Anzeiger wurde Jürgen Tautz gemeinsam mit Kristina Vonend 3. Sieger im Promega-Wettbewerb Hauptsache Biologie zur populären Darstellung von Wissenschaft.

## Belege
1. ↑  Schwänzeltanz entzaubert. In: Süddeutsche Zeitung, 2. Dezember 2009.
2. ↑  Und sie tanzen doch. In: Süddeutsche Zeitung, 10. Dezember 2009.
3. ↑  Kommunikation der Bienen: Brauseflug und Schwänzeltanz.
 Die Auflösung dieser Kontroverse und die Weiterentwicklung des Modells der Tanzsprache bei Honigbienen gibt das Kapitel Routenplaner im Blütenmeer: Der Bienentanz – mit altem Wissen neu gedacht. In: J.Tautz, D.Steen: Die Honigfabrik: Die Wunderwelt der Bienen – eine Betriebsbesichtigung (2017) wider.
4. ↑  Tanz der Arbeiterinnen – Wie Bienen ihrem Staat den Weg zum Nektar weisen (Vorabversion, bis Herbst 2019) Biologie: Summ herum – ein neuer Blick auf die Sprache der Bienen. In: Der Spiegel. Nr. 45, 2018 (online – Tanz der Arbeiterinnen – Wie Bienen ihrem Staat den Weg zum Nektar weisen)..
5. ↑   Ein Navigationssystem tierischer Art Video vom Institut für Zoologie der Universität Innsbruck.
6. ↑  Hans Schuh: Diktatur eines brummigen Proletariats. Die Zeit Nr. 22 vom 24. Mai 2007, S. 40.
7. ↑   Rezension von Niklas Kästner: Überschätzte Tänze? Ein neuer Blick auf die Sprache der Bienen. Abgerufen am 7. Oktober 2022.
8. ↑   Rezension von Lena Hähnchen: Buchtipp der Woche - Milch ohne Honig. Abgerufen am 6. November 2022.
9. ↑   Pressemitteilung zur Verleihung DFG (Seite nicht mehr abrufbar, festgestellt im April 2023. Suche in Webarchiven)

| Personendaten    | Personendaten                                                |
| ---------------- | ------------------------------------------------------------ |
| NAME             | Tautz, Jürgen                                                |
| KURZBESCHREIBUNG | deutscher Verhaltensforscher, Soziobiologe und Bienenexperte |
| GEBURTSDATUM     | 6. Oktober 1949                                              |
| GEBURTSORT       | Heppenheim                                                   |